# Julio Jiménez (escritor)
Julio Jiménez Vilchis (Cali, Colombia, 24 de diciembre de 1948) es un escritor, prolífico autor de telenovelas de misterio creadas para RTI Televisión que le han hecho ganar el nombre de 'Maestro del Suspenso' o 'El Hitchcock colombiano'.

## Trayectoria

### Historias originales
- La sustituta (2024) (con Iván Martínez Lozano)
- Pasión de gavilanes 2 (2022) (con Iván Martínez Lozano)
- La nieta elegida (2021-2022) (con Iván Martínez Lozano)
- Madre Luna (2007-2008) (con Iván Martínez Lozano)
- Luzbel está de visita (2001)
- Yo amo a Paquita Gallego (1998-1999)
- La viuda de Blanco (1996-1997)
- Las aguas mansas (1994-1995)
- En cuerpo ajeno (1992-1993)
- ¿Por qué mataron a Betty si era tan buena muchacha? (1989-1991)
- Zarabanda (1989)
- El segundo enemigo (1988)
- Lola Calamidades (1987-1988)
- El ángel de piedra (1987)
- Los cuervos (1984-1986)
- Testigo ocular (1984)
- El hombre de negro (1982)
- El hijo de Ruth (1982)
- El Virrey Solís (1981)
- El cazador nocturno (1980)
- La abuela (1979-1980)
- Un largo camino (1977)

### Adaptaciones
- La pezuña del diablo (1983) - Versión libre de la obra de Alfonso Bonilla Naar
- Los premios (1983) - Versión libre de la novela de Julio Cortázar
- El gallo de oro (1981) - Basada en la obra de Juan Rulfo
- El caballero de Rauzán (1978) - Basada en la novela de Felipe Pérez Manosalva
- La marquesa de Yolombó (1978) - Basada en la novela de Tomás Carrasquilla
- Recordarás mi nombre (1976) - Basada en Jane Eyre de Charlotte Brontë
- La feria de las vanidades (1975) - Basada en la obra literaria de William Makepeace Thackeray

### Nuevas versiones reescritas por él mismo
- El cuerpo del deseo (2005-2006) (En cuerpo ajeno) (con Iván Martínez Lozano)
- Pasión de gavilanes (2003-2004) (Las aguas mansas) (con Iván Martínez Lozano)
- Rauzán (2000-2001) (El caballero de Rauzán)
- Dulce ave negra (1993-1994) (Lola Calamidades)
- Lola (1992) (Lola Calamidades) producida por Ecuavisa Ecuador
- El segundo enemigo (1990) (El Segundo Enemigo) producida por Ecuavisa Ecuador
- El ángel de piedra  (1989) (El ángel de piedra) producida por Ecuavisa Ecuador y dirigida por César Carmigniani.
- Flor de invierno (1988) (Recordarás mi nombre)

### Nuevas versiones reescritas por otros
- Amar a muerte (2018-2019) (En cuerpo ajeno) - Escrita por Leonardo Padrón
- Mi adorable maldición (2017) (Lola calamidades) - Escrita por Gabriela Ortigoza
- Pasión de amor (2015-2016) (Las aguas mansas) - Escrita por Tanya Winona Bautista, Jose Ruel L. Garcia, Ruel Montañez, Christine Gara y Chie E. Floresca
- Tierra de reyes (2014-2015) (Las aguas mansas) - Escrita por Rossana Negrín
- En otra piel (2014) (En cuerpo ajeno) - Escrita por Laura Sosa, Basilio Álvarez y Eduardo Macías
- Mi corazón insiste en Lola Volcán (2011) (Yo amo a Paquita Gallego) - Escrita por Valentina Párraga
- Gavilanes (2010-2011) (Las aguas mansas) - Escrita por Ignasi Rubio, Álvaro González-Aller, Carlos Martín, Bárbara Alpuente, Julia Montejo, Teresa de Rosendo, Susana Prieto, Raquel M. Barrio y Fanny Mendaña
- Bella Calamidades (2010) (Lola calamidades) - Escrita por Iván Martínez Lozano
- La traición (2008) (El caballero de Rauzán) - Escrita por José Fernando Pérez
- Fuego en la sangre (2008) (Las aguas mansas) - Escrita por Liliana Abud
- La viuda de Blanco (2006-2007) - Escrita por Iván Martínez Lozano
- Amantes del desierto (2001-2002) (Un largo camino) - Escrita por Humberto Olivieri
- La casa del naranjo (1998) (Los cuervos) - Escrita por Cecilia Pérez Grovas y Enrique Rentería